# 가와요케촌
가와요케촌(川除村)은 아오모리현 니시쓰가루군에 설치되었던 촌이다. 현재의 쓰가루시, 고쇼가와라시에 해당한다.

## 연혁
- 1889년 4월 1일 - 정촌제 시행에 의해 니시쓰가루군 가와쓰케촌, 도요타촌, 아시누마촌, 하스카와촌, 오마가리촌이 합병해, 가와요케촌을 발족하였다.
- 1955년 3월 30일 - 니시쓰가루군 다이코지정, 고시미즈촌, 시바타촌, 데세이촌, 다테오카촌, 나루사와촌의 일부와 합병해, 기즈쿠리정을 신설해 소멸하였다.
- 1958년 4월 1일 - 구 촌역의 기즈쿠리정 오이자 고마가리를 고쇼가와라시에 편입하였다.